# Camí de Puigmartre
El Camí de Puigmartre és un antic camí rural que uneix el poble de l'Estany i la masia de Puigmartre, a la comarca del Moianès.
Arrenca del Collet de Sant Pere, a ponent del nucli de l'Estany, i, sempre cap a l'oest, mena a la masia esmentada en 1 quilòmetre de recorregut.

El Camí de Puigmartre, respecte del terme de Castellcir